# دومينيك جاكسون
دومينيك جاكسون (بالإنجليزية: Dominik Jackson)‏ هو سائق سباق بريطاني، ولد في 21 أبريل 1984 في Scampton ‏ في المملكة المتحدة.